# Monika Zehrt
Monika Zehrt (Riesa, 29 september 1952) is een voormalige Oost-Duitse sprintster, die tot de wereldtop op de 400 m behoorde. Ze werd olympisch kampioene, Europees kampioene en meervoudig Oost-Duits kampioene. Hiernaast is ze viervoudig wereldrecordhoudster op de 4 x 400 m estafette en enkelvoudig wereldrecordhoudster op de 400 m. Tweemaal (1971 en 1972) werd ze tot sportster van het jaar verkozen (DDR).

## Loopbaan
Monika Zehrt won op de Olympische Spelen van 1972 in München voor Oost-Duitsland twee gouden medailles. Eén op de 400 m, waarbij ze Rita Wilden op een haar na versloeg en één op de 4 x 400 m estafette met haar Oost-Duitse teamgenotes Dagmar Käsling, Rita Kühne en Helga Seidler. Met negentien jaar oud is ze tot op heden (peildatum april 2011) de jongste olympische kampioene op de 400 m.
Zehrt beëindigde in 1974 haar korte sportcarrière. Ze was aangesloten bij atletiekvereniging SC Dynamo Berlin en trainde bij Inge Utecht. Ze heeft twee zoons, genaamd Andreas en Steffen.

## Titels
- Olympisch kampioene 400 m - 1972
- Europees kampioene 4 x 400 m estafette - 1971
- Oost-Duits kampioene 400 m - 1970, 1972, 1973
- Oost-Duits indoorkampioene 400 m - 1972
- Europees jeugdkampioene 400 m - 1970

## Persoonlijk record
| Onderdeel | Prestatie      | Datum           | Plaats |
| --------- | -------------- | --------------- | ------ |
| 400 m     | 51,0 s (ex-WR) | 4 augustus 1972 | Parijs |

## Wereldrecords
- 400 m - 51,0 s (Parijs, 4 augustus 1972)
- 4 x 400 m - 3.29,3 (Helsinki, 15 augustus 1971)
- 4 x 400 m - 3.28,8 (Colombes, 5 juli 1972)
- 4 x 400 m - 3.28,48 (München, 9 september 1972)
- 4 x 400 m - 3.22,95 (München, 10 september 1972)

## Palmares

### 400 m
- 1970:  EK junioren - 54,00 s
- 1972:  OS - 51,08 s (OR)
- 1973:  Europacup - 51,75 s

### 4 x 400 m estafette
- 1972:  OS - 3.22,95 (WR)

## Onderscheidingen
- Oost-Duits sportvrouw van het jaar - 1971, 1972

1964: Betty Cuthbert ·
1968: Colette Besson ·
1972: Monika Zehrt ·
1976: Irena Szewińska ·
1980: Marita Koch ·
1984: Valerie Brisco-Hooks ·
1988: Olga Bryzgina ·
1992: Marie-José Pérec ·
1996: Marie-José Pérec ·
2000: Cathy Freeman ·
2004: Tonique Williams-Darling ·
2008: Christine Ohuruogu ·
2012: Sanya Richards-Ross ·
2016: Shaunae Miller ·
2020: Shaunae Miller ·
2024: Marileidy Paulino
1972: Käsling, Kühne, Seidler, Zehrt ·
1976: Maletzki, Rohde, Streidt, Brehmer ·
1980: Prorotsjenko, Gojsjtsjik, Zjoeskova, Nazarova ·
1984: Leatherwood, Howard, Brisco-Hooks, Cheeseborough ·
1988: Ledovskaja, Nazarova, Pinigina, Bryzgina ·
1992: Roezina, Dzjigalova, Nazarova, Bryzgina ·
1996: Stevens, Malone, Graham, Miles ·
2000: Miles Clark, Hennagan, Colander, Anderson ·
2004: Trotter, Henderson, Richards, Hennagan ·
2008: Wineberg, Felix, Henderson, Richards ·
2012: Trotter, Felix, McCorory, Richards-Ross ·
2016: Okolo, Hastings, Francis, Felix ·
2020: McLaughlin, Felix, Muhammad, Mu ·
2024: Little, McLaughlin-Levrone, Thomas, Holmes